# American Hockey League 1997-1998
La stagione 1997-1998 è stata la 62ª edizione della American Hockey League, la più importante lega minore nordamericana di hockey su ghiaccio. Vennero modificati i nomi delle due Conference, passando da una divisione Nord-Sud a una Est-Ovest con la creazione della Eastern e della Western Conference. A partire da questa stagione furono presentati due nuovi trofei, il Macgregor Kilpatrick Trophy assegnato alla miglior squadra al termine della stagione regolare e lo Yanick Dupré Memorial Award per il giocatore più attivo verso la propria comunità. La stagione vide al via diciotto formazioni e al termine dei playoff i Philadelphia Phantoms conquistarono la loro prima Calder Cup sconfiggendo i Saint John Flames 4-2.

## Modifiche
- I Binghamton Rangers si trasferirono ad Hartford, in Connecticut, assumendo il nome di Hartford Wolf Pack, squadra della New England Division.
- I Carolina Monarchs si spostarono a New Haven, in Connecticut, diventando i Beast of New Haven, formazione della New England Division.
- I Baltimore Bandits si trasferirono a Cincinnati dove presero il nome di Cincinnati Mighty Ducks, squadra della Mid-Atlantic Division.
- I Portland Pirates passarono dalla New England all'Atlantic Division.
- Gli Hamilton Bulldogs passarono dalla Canadian all'Empire State Division.

## Stagione regolare

### Classifiche

#### Eastern Conference
Atlantic Division
| Squadra                | Pt | G  | V  | S  | N  | SOT | GF  | GS  | DR  |
| ---------------------- | -- | -- | -- | -- | -- | --- | --- | --- | --- |
| Saint John Flames      | 99 | 80 | 43 | 24 | 13 | 0   | 231 | 201 | +30 |
| Fredericton Canadiens  | 81 | 80 | 33 | 32 | 10 | 5   | 245 | 244 | +1  |
| Portland Pirates       | 80 | 80 | 33 | 33 | 12 | 2   | 241 | 247 | -6  |
| St. John's Maple Leafs | 73 | 80 | 25 | 32 | 18 | 5   | 233 | 254 | -21 |

New England Division
| Squadra             | Pt | G  | V  | S  | N  | SOT | GF  | GS  | DR  |
| ------------------- | -- | -- | -- | -- | -- | --- | --- | --- | --- |
| Springfield Falcons | 99 | 80 | 45 | 26 | 7  | 2   | 278 | 248 | +30 |
| Hartford Wolf Pack  | 99 | 80 | 43 | 24 | 12 | 1   | 272 | 227 | +45 |
| Beast of New Haven  | 85 | 80 | 38 | 33 | 7  | 2   | 256 | 239 | +17 |
| Worcester IceCats   | 83 | 80 | 34 | 31 | 9  | 6   | 267 | 268 | -1  |
| Providence Bruins   | 50 | 80 | 19 | 49 | 7  | 5   | 211 | 301 | -90 |

#### Western Conference
Mid-Atlantic Division
| Squadra             | Pt  | G  | V  | S  | N  | SOT | GF  | GS  | DR  |
| ------------------- | --- | -- | -- | -- | -- | --- | --- | --- | --- |
| Phila. Phantoms     | 106 | 80 | 47 | 21 | 10 | 2   | 314 | 249 | +65 |
| Hershey Bears       | 85  | 80 | 36 | 31 | 7  | 6   | 238 | 235 | +3  |
| KY Thoroughblades   | 70  | 80 | 29 | 39 | 9  | 3   | 241 | 278 | -37 |
| Cincinnati M. Ducks | 66  | 80 | 23 | 37 | 13 | 7   | 243 | 303 | -60 |

Empire State Division
| Squadra             | Pt  | G  | V  | S  | N  | SOT | GF  | GS  | DR  |
| ------------------- | --- | -- | -- | -- | -- | --- | --- | --- | --- |
| Albany River Rats   | 103 | 80 | 43 | 20 | 11 | 6   | 290 | 223 | +67 |
| Hamilton Bulldogs   | 94  | 80 | 36 | 22 | 17 | 5   | 264 | 242 | +22 |
| Syracuse Crunch     | 83  | 80 | 35 | 32 | 11 | 2   | 272 | 285 | -13 |
| Adirondack R. Wings | 74  | 80 | 31 | 37 | 9  | 3   | 245 | 275 | -30 |
| Rochester Americans | 72  | 80 | 30 | 38 | 12 | 0   | 238 | 260 | -22 |

Legenda:

      Ammesse ai Playoff
Note:

Due punti a vittoria, un punto a pareggio e sconfitta all'overtime, zero a sconfitta.

### Statistiche
Classifica marcatori
| Giocatore        | Squadra             | PG | Gol | Assist | Punti |
| ---------------- | ------------------- | -- | --- | ------ | ----- |
| Peter White      | Phila. Phantoms     | 80 | 27  | 78     | 105   |
| Bob Wren         | Cincinnati M. Ducks | 77 | 42  | 58     | 100   |
| Steve Guolla     | KY Thoroughblades   | 69 | 37  | 63     | 100   |
| Stacy Roest      | Adirondack R. Wings | 80 | 34  | 58     | 92    |
| Daniel Briére    | Springfield Falcons | 68 | 36  | 56     | 92    |
| Craig Darby      | Phila. Phantoms     | 77 | 42  | 45     | 87    |
| Craig Reichert   | Cincinnati M. Ducks | 78 | 28  | 59     | 87    |
| Brendan Morrison | Albany River Rats   | 72 | 35  | 49     | 84    |
| Aleksej Egorov   | KY Thoroughblades   | 79 | 32  | 52     | 84    |
| Shawn McCosh     | Phila. Phantoms     | 80 | 24  | 54     | 78    |
|                  |                     |    |     |        |       |

Classifica portieri
| Giocatore              | Squadra               | PG | MGS  |  |
| ---------------------- | --------------------- | -- | ---- |  |
| Richard Shulmistra     | Albany River Rats     | 35 | 2.31 |  |
| Robb Stauber           | Hartford Wolf Pack    | 39 | 2.40 |  |
| Jean-Sébastien Giguère | Saint John Flames     | 31 | 2.46 |  |
| Tyler Moss             | Saint John Flames     | 39 | 2.49 |  |
| Scott Langkow          | Springfield Falcons   | 51 | 2.67 |  |
| Petr Franěk            | Hershey Bears         | 43 | 2.71 |  |
| Jean-François Labbé    | Hamilton Bulldogs     | 52 | 2.85 |  |
| José Théodore          | Fredericton Canadiens | 53 | 2.85 |  |
| Mike Fountain          | Beast of New Haven    | 50 | 2.85 |  |
| Peter Sidorkiewicz     | Albany River Rats     | 43 | 2.85 |  |
|                        |                       |    |      |  |

### All-Star Classic
L'undicesima edizione dell'AHL All-Star Classic si svolse l'11 febbraio 1998 presso l'Onondaga War Memorial di Syracuse, casa dei Syracuse Crunch; il Team Canada sconfisse il Team PlanetUSA 11-10, mentre nella Skills Competition il Team PlanetUSA si impose per 13-8 sul Team Canada.

## Playoff
|  | Semifinali Division | Semifinali Division     | Semifinali Division   |                    |                       | Finali Division       | Finali Division | Finali Division |  |    | Finali Conference | Finali Conference | Finali Conference |  |    | Calder Cup        | Calder Cup | Calder Cup |
|  |                     |                         |                       |                    |                       |                       |                 |                 |  |    |                   |                   |                   |  |    |                   |            |            |
|  | A1                  | Saint John Flames       | 3                     |                    |                       |                       |                 |                 |  |    |                   |                   |                   |  |    |                   |            |            |
|  | A4                  | St. John's Maple Leafs  | 1                     |                    |                       |                       |                 |                 |  |    |                   |                   |                   |  |    |                   |            |            |
|  | A4                  | St. John's Maple Leafs  | 1                     |                    | A1                    | Saint John Flames     | 4               |                 |  |    |                   |                   |                   |  |    |                   |            |            |
|  |                     |                         |                       |                    | A1                    | Saint John Flames     | 4               |                 |  |    |                   |                   |                   |  |    |                   |            |            |
|  |                     | A3                      | Portland Pirates      | 2                  |                       |                       |                 |                 |  |    |                   |                   |                   |  |    |                   |            |            |
|  | A2                  | A3                      | Portland Pirates      | 2                  | Fredericton Canadiens | 1                     |                 |                 |  |    |                   |                   |                   |  |    |                   |            |            |
|  | A2                  |                         |                       |                    | Fredericton Canadiens | 1                     |                 |                 |  |    |                   |                   |                   |  |    |                   |            |            |
|  | A3                  | Portland Pirates        | 3                     |                    |                       |                       |                 |                 |  |    |                   |                   |                   |  |    |                   |            |            |
|  | A3                  | Portland Pirates        | 3                     |                    |                       |                       |                 |                 |  | A1 | Saint John Flames | 4                 |                   |  |    |                   |            |            |
|  |                     |                         |                       | Eastern Conference |                       |                       |                 |                 |  | A1 | Saint John Flames | 4                 |                   |  |    |                   |            |            |
|  |                     | N2                      | Hartford Wolf Pack    | 1                  |                       |                       |                 |                 |  |    |                   |                   |                   |  |    |                   |            |            |
|  | N1                  | N2                      | Hartford Wolf Pack    | 1                  | Springfield Falcons   | 1                     |                 |                 |  |    |                   |                   |                   |  |    |                   |            |            |
|  | N1                  |                         |                       |                    | Springfield Falcons   | 1                     |                 |                 |  |    |                   |                   |                   |  |    |                   |            |            |
|  | N4                  | Worcester IceCats       | 3                     |                    |                       |                       |                 |                 |  |    |                   |                   |                   |  |    |                   |            |            |
|  | N4                  | Worcester IceCats       | 3                     |                    | N4                    | Worcester IceCats     | 3               |                 |  |    |                   |                   |                   |  |    |                   |            |            |
|  |                     |                         |                       |                    | N4                    | Worcester IceCats     | 3               |                 |  |    |                   |                   |                   |  |    |                   |            |            |
|  |                     | N2                      | Hartford Wolf Pack    | 4                  |                       |                       |                 |                 |  |    |                   |                   |                   |  |    |                   |            |            |
|  | N2                  | N2                      | Hartford Wolf Pack    | 4                  | Hartford Wolf Pack    | 3                     |                 |                 |  |    |                   |                   |                   |  |    |                   |            |            |
|  | N2                  |                         |                       |                    | Hartford Wolf Pack    | 3                     |                 |                 |  |    |                   |                   |                   |  |    |                   |            |            |
|  | N3                  | Beast of New Haven      | 0                     |                    |                       |                       |                 |                 |  |    |                   |                   |                   |  |    |                   |            |            |
|  | N3                  | Beast of New Haven      | 0                     |                    |                       |                       |                 |                 |  |    |                   |                   |                   |  | A1 | Saint John Flames | 2          |            |
|  |                     |                         |                       |                    |                       |                       |                 |                 |  |    |                   |                   |                   |  | A1 | Saint John Flames | 2          |            |
|  |                     | M1                      | Philadelphia Phantoms | 4                  |                       |                       |                 |                 |  |    |                   |                   |                   |  |    |                   |            |            |
|  | E1                  | M1                      | Philadelphia Phantoms | 4                  | Albany River Rats     | 3                     |                 |                 |  |    |                   |                   |                   |  |    |                   |            |            |
|  | E1                  |                         |                       |                    | Albany River Rats     | 3                     |                 |                 |  |    |                   |                   |                   |  |    |                   |            |            |
|  | E4                  | Adirondack Red Wings    | 0                     |                    |                       |                       |                 |                 |  |    |                   |                   |                   |  |    |                   |            |            |
|  | E4                  | Adirondack Red Wings    | 0                     |                    | E1                    | Albany River Rats     | 4               |                 |  |    |                   |                   |                   |  |    |                   |            |            |
|  |                     |                         |                       |                    | E1                    | Albany River Rats     | 4               |                 |  |    |                   |                   |                   |  |    |                   |            |            |
|  |                     | E3                      | Hamilton Bulldogs     | 0                  |                       |                       |                 |                 |  |    |                   |                   |                   |  |    |                   |            |            |
|  | E2                  | E3                      | Hamilton Bulldogs     | 0                  | Hamilton Bulldogs     | 3                     |                 |                 |  |    |                   |                   |                   |  |    |                   |            |            |
|  | E2                  |                         |                       |                    | Hamilton Bulldogs     | 3                     |                 |                 |  |    |                   |                   |                   |  |    |                   |            |            |
|  | E3                  | Syracuse Crunch         | 2                     |                    |                       |                       |                 |                 |  |    |                   |                   |                   |  |    |                   |            |            |
|  | E3                  | Syracuse Crunch         | 2                     |                    |                       |                       |                 |                 |  | E1 | Albany River Rats | 2                 |                   |  |    |                   |            |            |
|  |                     |                         |                       | Western Conference |                       |                       |                 |                 |  | E1 | Albany River Rats | 2                 |                   |  |    |                   |            |            |
|  |                     | M1                      | Philadelphia Phantoms | 4                  |                       |                       |                 |                 |  |    |                   |                   |                   |  |    |                   |            |            |
|  | M1                  | M1                      | Philadelphia Phantoms | 4                  | Philadelphia Phantoms | 3                     |                 |                 |  |    |                   |                   |                   |  |    |                   |            |            |
|  | M1                  |                         |                       |                    | Philadelphia Phantoms | 3                     |                 |                 |  |    |                   |                   |                   |  |    |                   |            |            |
|  | E5                  | Rochester Americans     | 1                     |                    |                       |                       |                 |                 |  |    |                   |                   |                   |  |    |                   |            |            |
|  | E5                  | Rochester Americans     | 1                     |                    | M1                    | Philadelphia Phantoms | 4               |                 |  |    |                   |                   |                   |  |    |                   |            |            |
|  |                     |                         |                       |                    | M1                    | Philadelphia Phantoms | 4               |                 |  |    |                   |                   |                   |  |    |                   |            |            |
|  |                     | M2                      | Hershey Bears         | 0                  |                       |                       |                 |                 |  |    |                   |                   |                   |  |    |                   |            |            |
|  | M2                  | M2                      | Hershey Bears         | 0                  | Hershey Bears         | 3                     |                 |                 |  |    |                   |                   |                   |  |    |                   |            |            |
|  | M2                  |                         |                       |                    | Hershey Bears         | 3                     |                 |                 |  |    |                   |                   |                   |  |    |                   |            |            |
|  | M3                  | Kentucky Thoroughblades | 0                     |                    |                       |                       |                 |                 |  |    |                   |                   |                   |  |    |                   |            |            |

## Premi AHL
- Calder Cup: Philadelphia Phantoms
- Macgregor Kilpatrick Trophy: Philadelphia Phantoms
- F. G. "Teddy" Oke Trophy: Springfield Falcons
- Frank Mathers Trophy: Philadelphia Phantoms
- John D. Chick Trophy: Albany River Rats
- Richard F. Canning Trophy: Saint John Flames
- Robert W. Clarke Trophy: Philadelphia Phantoms
- Sam Pollock Trophy: Saint John Flames
- Aldege "Baz" Bastien Memorial Award: Scott Langkow (Springfield Falcons)
- Dudley "Red" Garrett Memorial Award: Daniel Briére (Springfield Falcons)
- Eddie Shore Award: Jamie Heward (Philadelphia Phantoms)
- Fred T. Hunt Memorial Award: Craig Charron (Rochester Americans)
- Harry "Hap" Holmes Memorial Award: Jean-Sébastien Giguère e Tyler Moss (Saint John Flames)
- Jack A. Butterfield Trophy: Mike Maneluk (Philadelphia Phantoms)
- John B. Sollenberger Trophy: Peter White (Philadelphia Phantoms)
- Les Cunningham Award: Steve Guolla (Kentucky Thoroughblades)
- Louis A. R. Pieri Memorial Award: Bill Stewart (Saint John Flames)
- Yanick Dupré Memorial Award: John Jakopin (Beast of New Haven)

### Vincitori
| Philadelphia Phantoms | Portieri: Brian Boucher, Neil Little Difensori: Andy Delmore, Jamie Heward, Jeff Lank, Dave MacIsaac, Jeff Staples, John Stevens, Travis Van Tighem Attaccanti: Frank Bialowas, Martin Cerven, Bruce Coles, Craig Darby, Paul Healey, Mike Maneluk, Shawn McCosh, Jim Montgomery, Sean O'Brien, Andre Payette, Brian Wesenberg, Peter White Allenatore: Bill Barber |

### AHL All-Star Team
First All-Star Team
- Attaccanti: Ryan Mulhern • Daniel Briére • Craig Darby
- Difensori: Jamie Heward • Bryan Helmer
- Portiere: Scott Langkow

Second All-Star Team
- Attaccanti: Sean Haggerty • Steve Guolla • Paul Brousseau
- Difensori: David Cooper • Ryan Bast
- Portiere: Norm Maracle e Rich Shulmistra

All-Rookie Team
- Attaccanti: Brendan Morrison • Daniel Briére • Marc Savard
- Difensori: Zdeno Chára • Mike Gaul
- Portiere: Jean-Sébastien Giguère